# Jarmil
Jarmil je mužské jméno slovanského původu, jeho význam lze stejně jako u jeho oblíbenějšího ženského protějšku Jarmila popsat jako „milující prudkost“.
Podle českého občanského kalendáře má Jarmil svátek 2. června.

## Statistické údaje
Následující tabulka uvádí četnost jména v ČR a pořadí mezi mužskými jmény ve srovnání dvou roků, pro které jsou dostupné údaje MV ČR – lze z ní tedy vysledovat trend v užívání tohoto jména:
| Rok       | Četnost  | Pořadí      |
| 1999      | 607      | 195.        |
| 2002      | 599      | 195.        |
| Porovnání | o 8 méně | žádná změna |
| 2006      | 572      | 231.        |

Změna procentního zastoupení tohoto jména mezi žijícími muži v ČR (tj. procentní změna se započítáním celkového úbytku mužů v ČR za sledované tři roky 1999-2002) je -0,6%.

## Známí nositelé jména
- Jarmil Burghauser – český skladatel filmové hudby a hudební vědec
- Jarmil Pospíšil – český fotbalista a vinař

## Podobná jména
- Jaromil (33 nositelů v ČR – http://www.kdejsme.cz/jmeno/Jaromil/hustota/), Jaromila (12 nositelek)